# Malasia en los Juegos Paralímpicos de Barcelona 1992
Malasia estuvo representada en los Juegos Paralímpicos de Barcelona 1992 por diez deportistas masculinos.

## Medallistas
El equipo paralímpico malasio obtuvo las siguientes medallas:
| Nombre                  | Deporte      | Evento                       |
| ----------------------- | ------------ | ---------------------------- |
| Oro                     |              |                              |
| —                       |              |                              |
| Plata                   |              |                              |
| Cheok Kon Fatt          | Halterofilia | –52 kg masculino             |
| Bronce                  |              |                              |
| Mohamad Khasseri Othman | Atletismo    | Salto de altura B2 masculino |
| Perumal Mariappan       | Halterofilia | –60 kg masculino             |